# تشارلز إيفانز (رجل أعمال)
تشارلز إيفانز (بالإنجليزية: Charles Evans)‏ هو شخصية أعمال أمريكي، ولد في 13 مايو 1926 في مانهاتن في الولايات المتحدة، وتوفي في 2 يونيو 2007.

## وصلات خارجية
- تشارلز إيفانز على موقع IMDb (الإنجليزية)
- تشارلز إيفانز على موقع قاعدة بيانات الفيلم (الإنجليزية)